# Violet Brown
Violet Mosse, coniugata Brown (Duanvale, 10 marzo 1900 – Montego Bay, 15 settembre 2017), è stata una supercentenaria giamaicana, vissuta 117 anni e 189 giorni.
È stata decana dell'umanità dalla morte di Emma Morano, il 15 aprile 2017, fino alla propria, avvenuta il 15 settembre dello stesso anno. Occupa al momento il 7º posto nella lista delle persone più longeve di sempre, tra quelle documentate con certezza. Assieme a Nabi Tajima, è stata una delle due ultime persone al mondo viventi nate prima del XX secolo, e la penultima persona vivente facente parte della generazione perduta (generazione di persone nate tra il 1883 e il 1900). È la persona nera più longeva di sempre, oltre a essere la persona più longeva di sempre di tutta l'America Centrale (e di conseguenza anche della Giamaica).
Inoltre è una delle 12 persone che nella storia dell'umanità hanno raggiunto con certezza i 117 anni.

## Biografia
Violet Brown nacque nel 1900 nella Giamaica britannica da John Mosse e da Elizabeth Riley.
Fu battezzata a 13 anni e in seguito si sposò con Augustus Gaynor Brown, con cui ebbe sei figli:
- Harland (15 aprile 1920-19 aprile 2017)
- Elsie (1923-2009)
- Irving (1923-1989)
- Barrington
- Morris
- Idalyn

Durante un'intervista rilasciata ad aprile 2017 a The Jamaica Observer, Brown asserì di essere più sana dei suoi cinque figli e che non aveva nessun problema fisico. Ha anche affermato che non c'era una formula segreta per la sua lunga vita: "Davvero, quando le persone chiedono cosa mangio e bevo per vivere così a lungo, dico loro che mangio tutto, eccetto maiale e pollo, e non bevo rum e prodotti alcolici".
Il primo figlio di Brown, Harland, è morto il 19 aprile 2017, all'età di 97 anni e 4 giorni, solo 5 mesi prima di sua madre. Al momento della sua morte, Harland era la persona più anziana di sempre ad avere ancora un genitore in vita.
Violet Brown è morta il 15 settembre 2017 in un ospedale di Montego Bay, Saint James Parish, all'età di 117 anni, a causa di una disidratazione e di un battito cardiaco irregolare.
Dopo la sua morte Nabi Tajima (nata nel 1900 e morta nel 2018) divenne la persona vivente più anziana e l'ultima persona vivente nata nel XIX secolo.